# Маази (Эстония)
Ма́ази, также Ма́аси (эст. Maasi) — деревня в волости Сааремаа уезда Сааремаа, Эстония.
До административной реформы местных самоуправлений Эстонии 2017 года входила в состав волости Ориссааре. В ходе реформы местных самоуправлений с Маази была объединена деревня Лахекюла.

## География и описание
Расположена в 46 километрах к северо-востоку от уездного и волостного центра — города Курессааре. Высота над уровнем моря — 5 метров.
Климат умеренный. Официальный язык — эстонский. Почтовый индекс — 94630.

## Население
По данным переписи населения 2021 года, в Маази насчитывалось 42 жителя, все — эстонцы.
По данным переписи населения 2011 года в деревне проживали 34 человека, также все — эстонцы.
Численность населения деревни Маази по данным Департамента статистики:
| Год  | 2011 | 2017 | 2018 | 2019 | 2020 | 2021 |
| ---- | ---- | ---- | ---- | ---- | ---- | ---- |
| Чел. | 34   | ↘ 32 | ↗ 63 | ↘ 61 | ↘ 57 | ↘ 42 |

## История
Временем основания деревни считается середина XIV века.
В средние века Маази была административным центром фогтства Маазилинн.
В годы Второй мировой войны деревня была местом десантирования и боёв 3-го батальона 917-го, 1-го батальона 921-го стрелковых полков 249-й Эстонской стрелковой дивизии и подразделений 131-й стрелковой Ропшинской дивизии с частями вермахта 217 Infanterie-Division, Grenadier-Regiment 67, I Bataillon vom Regiment 323, I Bataillon vom Regiment 386. 10 августа 2014 года в Маази была проведена посвящённая 70-летию этих событий реконструкция боёв, в которой участвовало 180 реконструкторов и военная техника из военно-исторических клубов Эстонии, Латвии, Литвы, России, Белоруссии, Польши и Украины.
С 1920-х годов Маази являлся поселением, в 1977 году населённый пункт получил статус деревни.

## Достопримечательности
В деревне находится древнее орденское городище Маази (Маазилиннус или крепость Зонебург). Развалины орденского замка с бастионом и крепостным рвом внесены в Государственный регистр памятников культуры Эстонии.
Одним из древнейших корабельных остатков, найденных в Эстонии, является корабль Маазилинн, обнаруженный в 1985 году в водах внешнего рейда крепости Зонебург, в проливе Вяйкевяйн.

## Галерея
- Деревня Маази
- Городище Маази в 2007 году
- Первый этаж крепости Зонебург (Маази)
- Подвальное помещение крепости Зонебург (Маази)
- Остатки корабля Маазилинн